# Patrick Baudry
Patrick Pierre Roger Baudry (Douala, 6 maart 1946) is een Frans voormalig ruimtevaarder. Baudry zijn eerste en enige ruimtevlucht was STS-51-G met de spaceshuttle Discovery en vond plaats op 17 juni 1985. Tijdens de missie werden er drie communicatiesatellieten in een baan rond de aarde gebracht.
Baudry werd in 1980 geselecteerd als astronaut door de Franse ruimtevaartorganisatie CNES. In 1985 ging hij als astronaut met pensioen. 